# Ted Budd
Theodore Paul Budd (* 21. října 1971, Winston-Salem, NC) je americký podnikatel a politik za Republikánskou stranu. Od roku 2023 je senátorem Spojených států amerických za stát Severní Karolínu. V letech 2017–2023 byl poslancem Sněmovny reprezentantů, v níž zastupoval Severní Karolínu za třináctý kongresový okres.
V době prezidentských voleb v roce 2020 byl jedním z republikánských zákonodárců, kteří 6. ledna 2021 hlasovali proti potvrzení výsledků voleb poté, co dav Trumpových příznivců vtrhl do Kapitolu a vynutil si mimořádné přerušení zasedání Kongresu. V senátních volbách v roce 2022 byl Trumpovým kandidátem, který v republikánských primárkách zvítězil nad ostatními dvěma republikánskými kandidáty.